# Уффенгайм
Уффенгайм (нім. Uffenheim) — місто в Німеччині, розташоване в землі Баварія. Підпорядковується адміністративному округу Середня Франконія. Входить до складу району Нойштадт-на-Айші–Бад-Віндсгайм. Центр об'єднання громад Уффенгайм.
Площа — 59,47 км2. Населення становить 6564 ос. (станом на 31 грудня 2020).

## Галерея

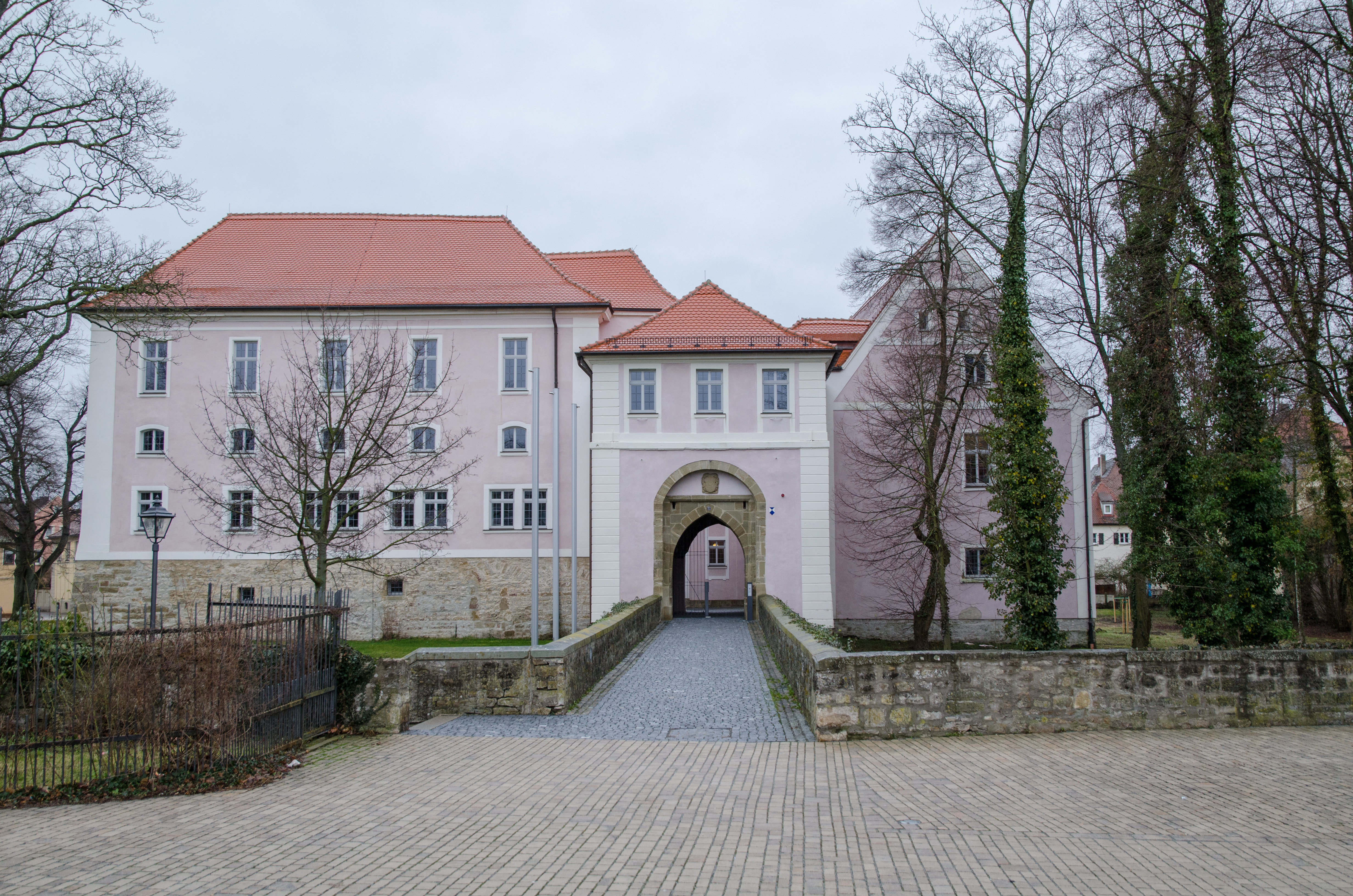